# 滝尻町
滝尻町（たきじりちょう）は、愛知県岡崎市額田地区の町名である。丁番を持たない単独町名であり、21の小字が設置されている。

## 地理
岡崎市東部に位置する。住宅地は町内を走る道路沿いに形成されており、その他は森林、農地として利用される。町内に小字を持つが丁番は持たない。

### 河川
- 男川
- 鳥川川

### 字
| - 字青木（あおき） - 字大野（おおの） - 字大安堂（おおやすどう） - 字上堺津（かみかいつ） - 字切山（きりやま） - 字小家ノ沢（こやのさわ） - 字下堺津（しもかいつ） - 字神田（じんでん） - 字大小野（だいしょうの） - 字滝附（たきつき） - 字滝脇（たきわき） | - 字中堺津（なかかいつ） - 字長沢（ながさわ） - 字長沢口（ながさわぐち） - 字八尺石（はっしゃくいし） - 字馬場（ばば） - 字札木（ふだぎ） - 字前山（まえやま） - 字向裏（むかいうら） - 字向大小野（むかいだいしょうの） - 字山下（やました） |

## 世帯数と人口
2019年（令和元年）5月1日現在の世帯数と人口は以下の通りである。
| 町丁   | 世帯数 | 人口  |
| ------ | ------ | ----- |
| 滝尻町 | 50世帯 | 140人 |

### 人口の変遷
国勢調査による人口の推移
| 2010年（平成22年） | 144人 | [ 6 ] |  |
| 2015年（平成27年） | 143人 | [ 7 ] |  |

## 小・中学校の学区
市立小・中学校に通う場合、学区は以下の通りとなる。
| 番・番地等 | 小学校             | 中学校             |
| ---------- | ------------------ | ------------------ |
| 全域       | 岡崎市立豊富小学校 | 岡崎市立額田中学校 |

## 歴史
額田郡瀧尻村を前身とする。江戸時代には西大平藩及び野村藩により治められていた。

### 沿革
- 2006年（平成18年）1月1日 - 岡崎市へ編入し、同市滝尻町となる[1]。

### 史跡
- 滝尻古墓（室町時代、一石五輪塔及び宝篋印塔数基）[9]

## 交通
- 愛知県道37号岡崎作手清岳線（宮崎街道）
- 愛知県道377号豊川片寄線

## 施設
- 滝尻猪垣（江戸時代）[10]
- 玉泉寺
- 須佐之男神社

## その他

### 日本郵便
- 郵便番号 : 444-3613[4]（集配局：額田郵便局[11]）。

## 参考資料
- 「角川日本地名大辞典」編纂委員会 編『角川日本地名大辞典 23 愛知県』角川書店、1989年3月8日。ISBN 4-04-001230-5。
- 有限会社平凡社地方資料センター 編『日本歴史地名体系第23巻 愛知県の地名』平凡社、1981年。ISBN 4-582-49023-9。

## 関連事項
- 岡崎市